# Pisione alikunhi
Pisione alikunhi är en ringmaskart som beskrevs av Tenerelli 1965. Pisione alikunhi ingår i släktet Pisione och familjen Pisionidae. Inga underarter finns listade i Catalogue of Life.